# Paolo Aleotti
Pour les articles homonymes, voir Aleotti.
Paolo Aleotti, né le 14 juillet 1813 à Barco di Bibbiano (it), aujourd'hui annexée à la commune de Bibbiano, et mort à Bologne le 14 octobre 1881, est un sculpteur romantique italien du XIXe siècle. Il maîtrisait la sculpture plastique.

## Biographie
Paolo Aleotti est né à Barco di Bibbiano, aujourd'hui le centre de la commune de Bibbiano. Il a étudié à l'école d'art de Reggio d'Émilie sous la tutelle de Prospero Minghetti et était la camarade de classe d'Alfonso Chierici. Contrairement à ce dernier, Aleotti se spécialisait entièrement dans la sculpture et maîtrisait plus particulièrement les matériaux plastiques. Il déménage plus tard à Parme, où il se perfectionne en sculpture à l'Académie des beaux-arts. Là-bas, il fait la connaissance de Paolo Toschi, qui voit son potentiel et le recommande à l'avocat J. Bongiovanni, de Reggio, et de là sont arrivés ses premières commandes. Il continue son perfectionnement en se rendant en 1846 à Florence, en étant l'élève de Lorenzo Bartolini, et y reste jusqu'en 1853. Pendant ses années à Florence, il n'oublie pas et continue de travailler sur ses commandes reçues à Reggio. Il s'est investi dans beaucoup d'organisations de beaux-arts, dont à Carrare et à Bologne. Après sa mort en 1881, la famille Mazzaperlini, de Bibbiano, ont décidé de faire un inventaire de ses œuvres en 1984 et en ont recensé 27.
Il est le sculpteur de nombreux monuments funèbres à la Chartreuse de Bologne dont sa propre tombe, où il est écrit sur l'épitaphe : "Ici, il repose sous la surveillance de son cher chérubin". Sa tombe est considérée comme l'une des meilleures œuvres du cimetière.

## Œuvres
Liste non-exhaustive de ses œuvres :
- Ritratto di Enrico Cialdini, gesso, 47 cm x 70 cm x 41 cm, 1868, Piazza G. Carducci (Bologne)[3].